# Ester Sokler
Ester Sokler, slovenski nogometaš, * 4. junij 1999, Krško.
Sokler je profesionalni nogometaš, ki igra na položaju napadalca. Od leta 2023 je član škotskega kluba Aberdeen. Ped tem je igral za slovenske klube Krško, Brežice 1919, Celje in Radomlje. Skupno je v prvi slovenski ligi odigral 112 tekem in dosegel 20 golov. Bil je član slovenske reprezentance do 17, 18, 19 in do 21 let.